# 金野線
金野線（クミャせん）は、朝鮮民主主義人民共和国咸鏡南道金野郡にある金野駅から豊南駅までを結ぶ鉄道路線である。

## 路線データ
- 路線距離：金野～豊南間8.7km
- 駅数：2（両端駅を含む）
- 軌間：1435mm
- 電化区間：全線（直流3000V）
- 複線区間：なし

## 駅一覧
- 駅所在地は全線咸鏡南道金野郡内。

| 駅名            | 駅名            | 駅名             | 駅間キロ (km) | 累計キロ (km) | 接続路線             |
| 日本語          | 朝鮮語          | 英語             | 駅間キロ (km) | 累計キロ (km) | 接続路線             |
| --------------- | --------------- | ---------------- | ------------- | ------------- | -------------------- |
| 金野駅 (永興駅) | 금야역 (영흥역) | Kŭmya (Yŏnghŭng) | 0.0           | 0.0           | 北朝鮮鉄道省：平羅線 |
| 豊南駅          | 풍남역          | P'ungnam         | 8.7           | 8.7           |                      |

## 参考資料
- 国分隼人（2007年）. 『将軍様の鉄道 北朝鮮鉄道事情』, 新潮社. ISBN 9784103037316